# Up on the House Top
Up on the House Top est une chanson de Noël écrite par Benjamin Hanby en 1864 dans la ville de New Paris en Ohio. La chanson a été enregistrée par une multitude d'artistes, notamment par Gene Autry, qui est aussi connu pour sa version du classique Le Petit Renne au nez rouge. Selon The Christmas Carol Reader par William Studwell, Up on the House Top est la deuxième plus vieille chanson de Noël de nature laïque, après Jingle Bells écrite en 1857. Up on the House Top est aussi considérée comme la première chanson des fêtes dont le père Noël constitue le thème principal. En fait, selon le Reader's Digest Merry Christmas Song Book Hanby fut la première personne à proposer l'idée que le Père Noël et son traîneau se posent sur le toit des maisons.